# Stupeň vrcholu
V teorii grafů se pojmem stupeň vrcholu (někdy též valence vrcholu) označuje počet hran, které do daného vrcholu zasahují. Stupeň vrcholu u se značí deg(u). Přesnější definice závisí na tom, zda je graf orientovaný nebo neorientovaný.

## Neorientovaný graf
{\displaystyle deg(u)=\left|\{e\in {\mathit {E}}\mid u\in e\;\}\right|}

Neorientovaný graf s 6 vrcholy označenými jejich stupněm

U neorientovaného grafu je stupeň vrcholu počet hran, které do daného vrcholu zasahují. Koncové body smyčky tvoří tentýž vrchol, proto se tato hrana počítá dvakrát.

## Orientovaný graf

Orientovaný graf s 4 vrcholy a 5 hranami

U orientovaného grafu se rozlišuje tzv. vstupní a výstupní stupeň vrcholu:
- vstupní stupeň

{\displaystyle deg^{+}(u)=\left|\{e\in {\mathit {E}}\mid \exists v\in {\mathit {V}}\;:e=(v,u)\;\}\right|}
- výstupní stupeň

{\displaystyle deg^{-}(u)=\left|\{e\in {\mathit {E}}\mid \exists v\in {\mathit {V}}\;:e=(u,v)\;\}\right|}
U orientovaného grafu jsou hrany orientované, proto se vstupující hrana a vystupující hrany počítají zvlášť. Celkový stupeň uzlu je pak roven součtu vstupujících a vystupujících hran.
Stupně vrcholů z obrázku vpravo:
| Vrchol | vstupní stupeň | výstupní stupeň |
| ------ | -------------- | --------------- |
| 1      | 0              | 2               |
| 2      | 2              | 0               |
| 3      | 2              | 2               |
| 4      | 1              | 1               |

## Princip sudosti
Tvrzení: V neorientovaném grafu G = (V, E) platí {\displaystyle \sum _{v\in {\mathit {V}}}deg(v)=2\left|E\right|}
Důkaz: Je to pouze vyjádření faktu, že každou hranu započítáváme dvakrát - jednou ve vrcholu, kde začíná, podruhé ve vrcholu, kde končí.
Poznámka: Pro orientované grafy změníme levou stranu rovnosti v tvrzení na {\displaystyle \sum _{v\in {\mathit {V}}}\left(deg^{+}(v)+deg^{-}(v)\right)}
Důsledek: Počet vrcholů s lichým stupněm je sudé číslo. Neboli „počet lidí, kteří si na večírku potřásli ruce s lichým počtem účastníků, je sudé číslo“.